# Chrbov
Chrbov je jižní část obce Lobodice v okrese Přerov. V roce 2009 zde bylo evidováno 25 adres. V roce 2001 zde trvale žilo 40 obyvatel.
Chrbov leží v katastrálním území Lobodice o výměře 7,19  km2.

## Název
Jméno vesnice bylo odvozeno od přídavného jména chrbový vztahující se k podstatnému jménu chrb - "kopec, vrch".

## Historie
Vesnice vznikla buď v poslední čtvrtině 17. století nebo počátkem 18. století.